# Lagna
Lagna is een plaats (frazione) in de Italiaanse gemeente San Maurizio d'Opaglio.